# Microdrosophila conica
Microdrosophila conica är en tvåvingeart som beskrevs av Toyohi Okada 1985. Microdrosophila conica ingår i släktet Microdrosophila och familjen daggflugor. Inga underarter finns listade i Catalogue of Life.